# Catarino Andreatta

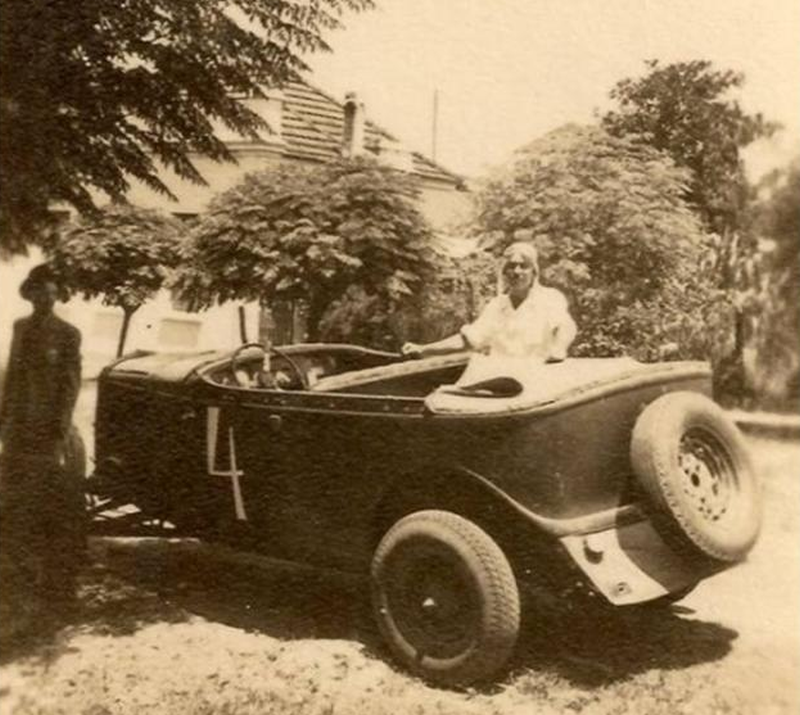
Catarino Andreatta na década de 1930

Catarino Andreatta (Porto Alegre, 25 de outubro de 1911 – Porto Alegre, 21 de outubro de 1970) foi um piloto de corridas de automóvel brasileiro, considerado um dos maiores do Rio Grande do Sul.

## Trajetória esportiva

### Primeiros anos
Catarino era filho do comerciante italiano Victório Andreatta e da uruguaia dona Celanira, e tinha quatro irmãos, sendo um deles Júlio Andreatta, que também tornou-se um piloto de grande sucesso. Estudou no Colégio Nossa Senhora dos Navegantes e, depois, em uma das melhores instituições de ensino da capital gaúcha, o Instituto Porto Alegre (IPA).
Antes mesmo de terminar os estudos, Catarino Andreatta começou a trabalhar na transportadora de seu pai, e estava sempre envolvido com a oficina, o que o tornou um especialista na mecânica dos Fords e Chevrolets que cruzavam a cidade e o estado nas difíceis estradas dos anos 30, e que muito exigiam das suspensões, freios e carburadores.

### Início no automobilismo
A proximidade geográfica com o Uruguai e a Argentina, dois países com forte tradição de corridas, mesmo sem a existência de autódromos, também foi um incentivo para despertar o interesse do jovem Catarino pelo esporte. Eram os tempos das carreteiras - carros de passeio que recebiam uma estrutura reforçada para resistir às exigências das provas, que eram disputadas nos mais difíceis terrenos - e das corridas pelas estradas e dos circuitos de rua. Porto Alegre tinha tradição em corridas e um "autódromo", que era o circuito do  bairro do Cristal, onde ases como Irineu Corrêa e Norberto Jung mostravam suas habilidades.
Antes de iniciar sua vitoriosa carreira, subir em um pódio ou mesmo sentar em um cockpit, em 1936 Catharino Andreatta casou-se com Nair Giunta, com quem teve quatro filhos, entre eles Vitório, que seguiu seus passos.
A estreia de Catarino Andreatta como piloto aconteceu no mesmo ano de seu casamento, e foi na subida da ladeira do "Caracol da Bela Vista", que hoje faz parte do bairro Bela Vista, um bairro de classe média-alta de Porto Alegre. Mas, seu primeiro resultado expressivo foi no ano seguinte, em 1937, no 1º Circuito do Alto Taquari, na cidade de Venâncio Aires, quando conquistou a segunda colocação.
Em 1938, depois de um desempenho espetacular no mesmo local de sua estreia em Porto Alegre, onde a superioridade imposta por Catarino na prova foi incontestável, toda a imprensa local estampou nas manchetes: "Surge um Ás de Verdade".

### Escuderia Galgos Brancos
Em 1939, quando Catarino venceu novamente a subida da ladeira de Porto Alegre, seu irmão Júlio fez sua estréia como piloto. Devido à competência e habilidade de ambos, foram convidados a fazer parte da Scuderia Galgos Brancos, a primeira equipe brasileira de competições no automobilismo, e tornaram-se os grandes responsáveis pela fama que a equipe gaúcha conquistou no país ao longo dos anos seguintes.
Já pela Scuderia Galgos Brancos, Catarino Andreatta e sua "Brigitte", nome dado pelo piloto a sua carreteira nº 2, venceu sua primeira prova de nível nacional, no Raid Rio–Porto Alegre, onde Catarino venceu a etapa entre São Paulo e Curitiba. No resultado final, no entanto, não conseguiu terminar entre os três primeiros, mas já mostrava que ainda tinha muito para crescer.

### Segunda Guerra
A Segunda Guerra Mundial foi um problema que os pilotos brasileiros, de uma forma geral, tiveram que enfrentar pois, com o racionamento de gasolina, as corridas não podiam mais ser realizadas. Com a adoção precária mas relativamente eficiente do gasogênio, não demorou muito para que os carros movidos "à lenha" começassem a disputar corridas. Nesta época, Catarino Andreatta foi um dos mais destacados pilotos, vencendo provas na capital gaúcha e no interior, e sagrando-se campeão brasileiro em 1944.
Àquela altura, a imprensa nacional já sabia quem era Catarino Andreatta, e as manchetes de jornais estampavam: "Surgiu no sul do país um volante apto a participar das mais difíceis provas do país". Apesar da Scuderia Galgos Brancos ter em seus quadros grandes pilotos, como Norberto Jung, João Caetano Pinto, Oscar Bins e Olynto Pereira, entre outros, a imagem da escuderia foi ficando cada vez mais vinculada à figura de Catarino Andreatta.

### Anos 1950
Com o fim da guerra e o país voltando à normalidade, as competições voltaram a acontecer. Entre estas provas, Catarino venceu a prova Washington Luís–São Paulo, uma prova que tinha dois dias de duração. Naquela altura, um dos seus mais duros adversários era justamente o irmão, Júlio.
No inicio dos anos 50, além das provas de estrada nacionais, Catarino mostrava-se um dificílimo adversário a ser batido nas provas regionais, mesmo com adversários do gabarito de Aristides Bertuol, Aido Finardi, Diogo Ellwanger e José Asmuz, entre outros.
Em 1953, o automobilismo e o futebol se uniram no Rio Grande do Sul. Com a extinção da Associação Riograndense de Volantes, foi fundado o Automóvel Clube do Rio Grande do Sul, e o Grêmio Foot-Ball Porto Alegrense criou seu departamento de automobilismo, do qual fizeram parte Diogo Ellwanger, José Rímoli, Júlio Andreatta e Catarino Andreatta, que foi convidado para ser seu diretor.
Depois da guerra, a integração entre o automobilismo do sul do país e o da Argentina e Uruguai aumentou mas, nas corridas realizadas fora do país, os brasileiros nunca conseguiam vencer. Isso mudou no dia 6 de dezembro de 1953, na cidade uruguaia de Piriápolis, quando o GP Hector Supci Sedes foi vencido por Catarino Andreatta, que se tornou o primeiro piloto brasileiro a vencer uma corrida no exterior com um carro de uma equipe nacional.
Ao longo do ano de 1956, o publicitário e radialista de São Paulo Wilson Fittipaldi, que tinha o apelido de "Barão", percorreu os estados do sul do país, visitando pilotos e convidando-os para participar de uma prova de longa duração que seria realizada no Autódromo de Interlagos. Eram as Mil Milhas Brasileiras, que teriam sua primeira edição no final do mês de novembro daquele ano. Todos os grandes pilotos do Rio Grande do Sul aceitaram o convite; cada carro teria dois pilotos e estes, revezariam o volante em diversas oportunidades durante o evento.
Algumas duplas logo se formaram: Júlio Andreatta e Alcides Schroeder, Aristides Bertuol e Valdir Rebeschini, Diogo Ellwanger e Osvaldinho Oliveira, Haroldo Dreux e Aldo Costa, José Asmuz e Raul Wigner, Aido Finardi e Orlando Menegaz, Camozzato e Dirceu Oliveira, Alfredo Daudt e Gustavo Costa e Nicanor Ollé e José Otero. Catarino Andreatta optou para ter como seu parceiro um piloto novo, Breno Fornari, que corria na categoria standard, onde os carros não eram "mexidos" para correr e sim carros de passeio utilizados em corrida. Com isso, a Scuderia Galgos Brancos foi a única equipe da competição a colocar dois carros no grid de largada, através dos irmãos Andreatta e seus respectivos parceiros.
A disputa entre os gaúchos e paulistas na prova foi dura; Catarino e Breno duelaram duramente contra a dupla Chico Landi e Jair Vianna, que liderou o primeiro quarto da prova até quebrar, e os gaúchos venceram a primeira edição daquela prova. Eles subiram ao pódio e receberam o troféu diante de um público calculado em mais de 30 mil pessoas. Em seu retorno a Porto Alegre, os campeões desfilaram pela cidade em carro aberto oficial do governo gaúcho. Catarino tinha 45 anos de idade quando venceu as Mil Milhas Brasileiras em 1956.
Nos anos seguintes, os gaúchos dominaram as Mil Milhas Brasileiras. A dupla formada por Catarino e Fornari venceu a prova nos anos de 1958 e 1959, além de ter liderado boa parte da prova em 1957. O famoso Chico Landi, primeiro brasileiro a correr na Fórmula 1, jamais ganhou uma prova nacional dos Andreatta, e isto certamente incomodou os paulistas. Segundo Júlio Andreatta Neto, "Eles costumam contar a história do automobilismo nacional apenas a partir da década de 1960, por causa disso. Ficou muita mágoa deste domínio e rivalidade. O Catarino e o Júlio iam lá disputar as Mil Milhas e se revezavam nas vitórias", garante. Júlio lamenta que, até hoje, este "engasgo" do centro do país prejudique o crédito que os pioneiros gaúchos merecem. "Na comemoração dos 50 anos da primeira Mil Milhas, levamos a Interlagos a carreteira em estado original, pronta para rodar. Foi o primeiro carro a vencer a prova, mas ficou nos boxes. Quem conduziu a volta de apresentação foi um Copersucar Fittipaldi, de F-1, que nunca disputou Mil Milhas e não ganhou nada!", acrescentou Júlio Neto.

### Anos 1960 e despedida das corridas
Nos anos 60, as vitórias ainda aconteciam, mas a idade já pesava e Catarino Andreatta sofria com um câncer na laringe. Ele era um fumante inveterado desde a juventude, num tempo em que fumar era normal e até charmoso.
Mesmo participando de bem menos provas do que costumava fazer na década anterior, participou de provas de estrada como a Porto Alegre–Torres ou das subidas do Caracol da Bela Vista. Sagrou-se campeão gaúcho pela última vez em 1962, tendo seu filho Vitório como vice-campeão.
Foi em 1964, na 5ª edição dos 500 Quilômetros de Porto Alegre, que Catarino Andreatta subiu ao alto do pódio pela última vez. Ainda participou esporadicamente de provas, mas dedicava-se mais a acompanhar as carreiras do filho Vitório, e do sobrinho Luiz Fernando, filho de Júlio Andreatta.
Na segunda metade dos anos 60 começaram a planejar a construção de autódromos no Rio Grande do Sul. O primeiro a surgir foi o Autódromo de Guaporé, em 1969; no ano seguinte, começou a ser construído na cidade de Viamão o segundo autódromo do estado, o Autódromo Internacional de Tarumã. Em razão de complicações da doença, a poucas semanas da inauguração do autódromo, Catarino Andreatta morreu.

## Homenagens
Em sua homenagem, seu nome foi concedido a uma rua do bairro Vila Nova, em Porto Alegre, a Rua Catarino Andreatta.
O Troféu Catharino Andreatta foi criado em 1996 para homenagear os destaques do esporte a motor no Rio Grande do Sul, desta forma lembrando aquele que foi um dos maiores pilotos gaúchos; e sua entrega anual contemplava as categorias do automobilismo da região sul no automobilismo, no kart, arrancada, pista de terra, rali de regularidade e, em certas ocasiões, como em 2000 com Cláudio Mueler, um prêmio especial de honra ao mérito.
Instituído pela agência Mídia & Fato, a solenidade tinha por principal objetivo perpetuar a lembrança do nome de Catarino. O troféu, criação do artista José Crebilon, era uma peça maciça em latão, e foi inspirado no galgo que ornava a lateral do veículo de Andreatta, o Ford V8 Carretera.